# Come into my life
Come into My life es un álbum de Gala Rizzatto de 1998 editado por Do It Yourself Records, reeditado en 2008 en su décimo aniversario como Coming into a Decade (10th Anniversary), y mezclado en Gala Remixes.
Se editaron numerosos sencillos, como «Freed from Desire», «Let a boy cry», «Come into My life» y «Suddenly».

## Lista de canciones
| N.º | Título                                      | Duración |
| --- | ------------------------------------------- | -------- |
| 1   | Keep the Secret                             | 4:26     |
| 2   | Come into My Life                           | 3:27     |
| 3   | Suddenly                                    | 3:58     |
| 4   | Freed from Desire (Slow Version)            | 3:55     |
| 5   | Let a Boy Cry                               | 3:26     |
| 6   | Summer Eclipse                              | 4:58     |
| 7   | Dance or Die                                | 3:23     |
| 8   | Come into My Life (Molella & Phil Jay Edit) | 3:27     |
| 9   | 10 O’Clock                                  | 3:37     |
| 10  | Freed from Desire                           | 3:35     |

- Datos: Q2549470